# Santuario di Sant'Antonio (Chiavari)
Il santuario di Sant'Antonio di Padova è un luogo di culto cattolico situato nel comune di Chiavari, in via San Francesco, nella città metropolitana di Genova. La chiesa venne fondata dall'Ordine dei frati minori negli anni venti del Novecento che gestì e abitò il sito fino al 2012.

## Storia

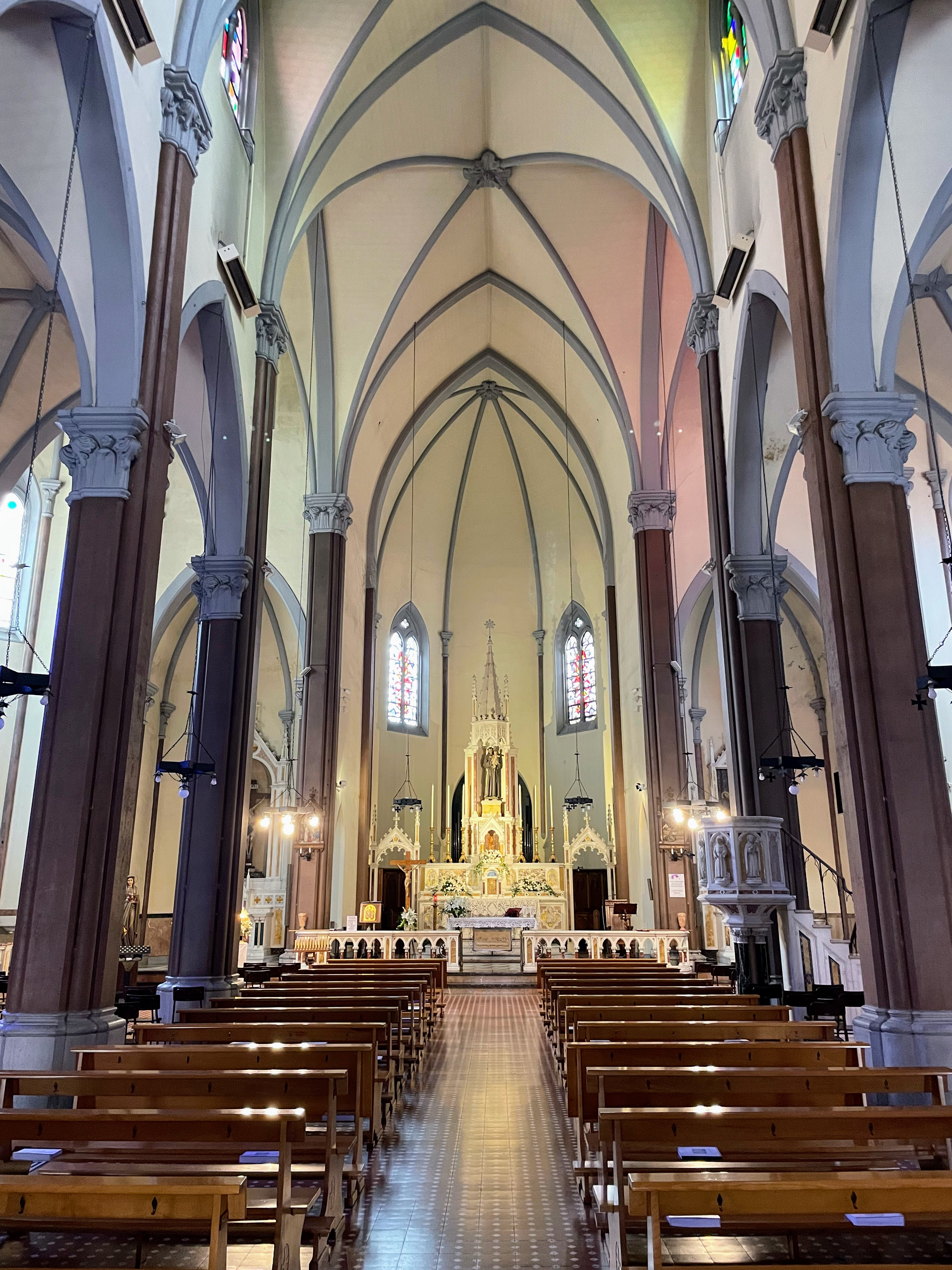
La navata interna

Storicamente la presenza dell'ordine francescano in Chiavari è documentata sin dalla prima decade del XIII secolo, con l'edificazione della chiesa di San Francesco e relativo convento consacrati il 28 settembre 1246 dal futuro papa Adriano V (al secolo cardinale Ottobono Fieschi). Tale edificio, oggi convertito in sala auditorium, fu soppresso nel 1810 con la dominazione napoleonica e riaperto al culto nel 1815 con il Regno di Sardegna; tuttavia un nuovo regio decreto del 1855, con attuazione delle norme nel 1864, portò ad una nuova soppressione del complesso conventuale di San Francesco e all'allontanamento dei religiosi da Chiavari.
Negli anni dieci del Novecento l'ordine francescano, ora diviso in Province, riallacciò nuovamente i rapporti con la comunità chiavarese e fu il ministro provinciale di Genova - frate Candido Ferreccio - ad intraprendere un percorso con il Comune di Chiavari che nel frattempo divenne proprietario dell'ex chiesa di San Francesco. Anche la stessa diocesi di Chiavari, nel 1912 sotto la guida di monsignor Giovanni Gamberoni, si fece promotrice presso i frati minori della Provincia della Santissima Annunziata di Genova per l'individuazione di un nuovo sito dove collocare i religiosi e ad erigere una nuova chiesa nel levante cittadino.

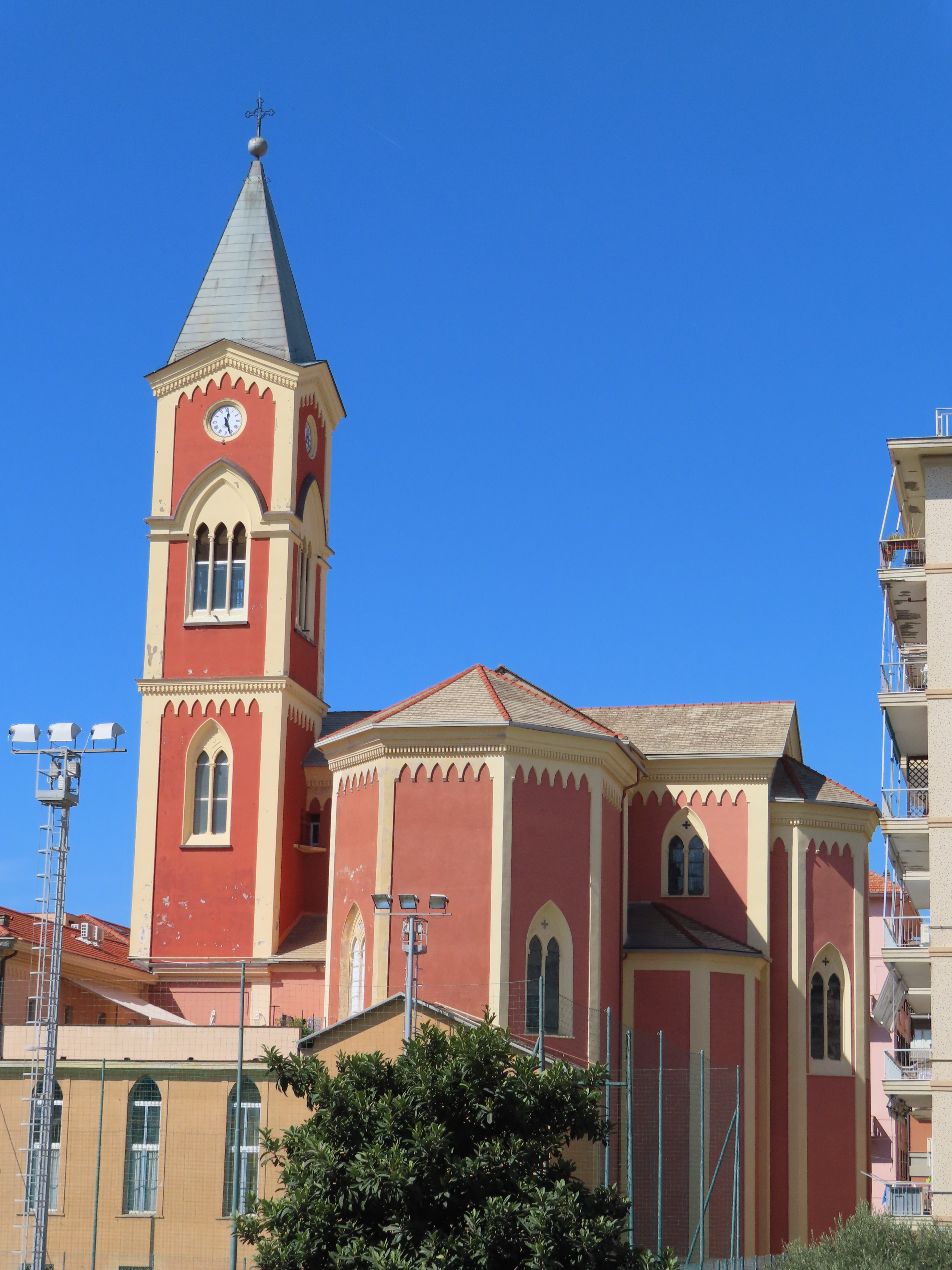
Particolare del campanile e della zona absidale esterna

Venne individuato un terreno di proprietà del principe Negroni Meli Lupi di Soragna che, con atto notarile redatto a Fornovo di Taro il 15 luglio 1914, vendette il sito per 80 mila lire. Stabilitisi i frati in una vicina casa colonica, con solenne cerimonia del vescovo di Chiavari monsignor Amedeo Casabona fu benedetta il 15 agosto 1920 la prima pietra del nuovo sito. La costruzione della cripta fu completata nel settembre 1921 e la prima messa fu celebrata da frate Sisto Lagorio, religioso della provincia francescana dell'Immacolata di New York, ma nativo della val Fonatanabuona e benefattore stesso del santuario. La nuova chiesa fu completata il 30 maggio 1929 con la benedizione impartita dal vescovo chiavarese.

## Descrizione
La struttura del santuario è a tre navate divise da pilastri. Sull'altare maggiore, in marmo e benedetto il 10 giugno 1951, si erge la nicchia con la statua di San Francesco d'Assisi; nella capo navata di destra è conservato il dipinto raffigurante il beato Baldassarre Ravaschieri di Chiavari e, sottostante, l'effige del Bambino Gesù di Praga.
Di particolare pregio è il rosone in facciata, le vetrate istoriate e le tre porte bronzee realizzate da padre Costantino Ruggeri.